# Pat Verbeek
Patrick Verbeek (* 24. května 1964) je bývalý kanadský hokejista, který hrával v National Hockey League, celkem odehrál dvacet sezón. Po skončení aktivní kariéry působí jako vyhledávač talentů, nejprve pro Detroit Red Wings, později pro Tampa Bay Lightning.

## Hráčská kariéra

### Klubová kariéra
Do NHL byl draftován v roce 1982 týmem New Jersey Devils z celkově 43. místa, v jejich dresu také v následující sezóně v lize debutoval. Za New Jersey odehrál sedm sezón, v ročníku 1987/1988 týmu pomohl k prvnímu postupu do play-off, ve kterém došli až do finále Východní konference. V této sezóně také utvořil klubový rekord, když vstřelil 46 gólů. V roce 1989 byl vyměněn do Hartfordu. Tam byl později jmenován kapitánem. Zejména v tomto období se jeho hra vyznačovala tvrdostí, sbíral hodně trestných minut, ale byl také dobrým střelcem a během působení v Hartfordu zaznamenával kolem 40 gólů za sezónu. Po kratším angažmá u New York Rangers podepsal před sezónou 1996/1997 smlouvu s Dallas Stars jako volný agent. V Dallasu v roce 1999 vybojoval Stanley Cup. Další dva roky pak působil u Detroit Red Wings, kde překonal hranice 1000 kanadských bodů i 500 vstřelených gólů v kariéře. S aktivním hokejem skončil v roce 2002 v Dallas Stars.

### Reprezentační kariéra
Kanadu reprezentoval na třech vrcholných akcích: na mistrovství světa nejprve v roce 1989, kde získal stříbro, poté v roce 1994, kde pomohl vybojovat zlaté medaile pro Kanadu poprvé od roku 1961, a naposled na Světovém poháru 1996, kde s týmem podlehl ve finále Američanům.

## Úspěchy a ocenění
Týmové
- držitel Stanley Cupu (v roce 1999) – s Dallas Stars
- finále Světového poháru 1996 – s Kanadou
- zlatá medaile z mistrovství světa 1994, stříbro z roku 1989 – s Kanadou

Individuální
- vítěz trofeje Emms Family Award (v roce 1982)
- účastník NHL All-Star Game v letech 1991, 1996

## Rekordy a další pozoruhodné výkony
- jediný hráč, který v kariéře vstřelil více než 500 gólů a nasbíral přes 2500 trestných minut.

## Prvenství
- Debut v NHL - 21. března 1983 (New Jersey Devils proti New York Rangers)
- První asistence v NHL - 24. března 1983 (Washington Capitals proti New Jersey Devils)
- První gól v NHL - 24. března 1983 (Washington Capitals proti New Jersey Devils, kanadskému brankáři Al Jensen)
- První hattrick v NHL - 8. března 1986 (New Jersey Devils proti Philadelphia Flyers)

## Klubové statistiky
| Sezóna     | Klub              | Soutěž     |      | Základní část | Základní část | Základní část | Základní část | Základní část |    | Play off | Play off | Play off | Play off | Play off |
| Sezóna     | Klub              | Soutěž     | Z    | G             | A             | B             | TM            | Z             | G  | A        | B        | TM       |          |          |
| 1981–82    | Sudbury Wolves    | OHL        | 66   | 37            | 51            | 88            | 180           | —             | —  | —        | —        | —        |          |          |
| 1982–83    | Sudbury Wolves    | OHL        | 61   | 40            | 67            | 107           | 184           | —             | —  | —        | —        | —        |          |          |
| 1982–83    | New Jersey Devils | NHL        | 6    | 3             | 2             | 5             | 8             | —             | —  | —        | —        | —        |          |          |
| 1983–84    | New Jersey Devils | NHL        | 79   | 20            | 27            | 47            | 158           | —             | —  | —        | —        | —        |          |          |
| 1984–85    | New Jersey Devils | NHL        | 78   | 15            | 18            | 33            | 162           | —             | —  | —        | —        | —        |          |          |
| 1985–86    | New Jersey Devils | NHL        | 76   | 25            | 28            | 53            | 79            | —             | —  | —        | —        | —        |          |          |
| 1986–87    | New Jersey Devils | NHL        | 74   | 35            | 24            | 59            | 120           | —             | —  | —        | —        | —        |          |          |
| 1987–88    | New Jersey Devils | NHL        | 73   | 46            | 31            | 77            | 227           | 20            | 4  | 8        | 12       | 51       |          |          |
| 1988–89    | New Jersey Devils | NHL        | 77   | 26            | 21            | 47            | 189           | —             | —  | —        | —        | —        |          |          |
| 1989–90    | Hartford Whalers  | NHL        | 80   | 44            | 45            | 89            | 228           | 7             | 2  | 2        | 4        | 26       |          |          |
| 1990–91    | Hartford Whalers  | NHL        | 80   | 43            | 39            | 82            | 246           | 6             | 3  | 2        | 5        | 40       |          |          |
| 1991–92    | Hartford Whalers  | NHL        | 76   | 22            | 35            | 57            | 243           | 7             | 0  | 2        | 2        | 12       |          |          |
| 1992–93    | Hartford Whalers  | NHL        | 84   | 39            | 43            | 82            | 197           | —             | —  | —        | —        | —        |          |          |
| 1993–94    | Hartford Whalers  | NHL        | 84   | 37            | 38            | 75            | 177           | —             | —  | —        | —        | —        |          |          |
| 1994–95    | Hartford Whalers  | NHL        | 29   | 7             | 11            | 18            | 53            | —             | —  | —        | —        | —        |          |          |
| 1994–95    | New York Rangers  | NHL        | 19   | 10            | 5             | 15            | 18            | 10            | 4  | 6        | 10       | 20       |          |          |
| 1995–96    | New York Rangers  | NHL        | 69   | 41            | 41            | 82            | 129           | 11            | 3  | 6        | 9        | 12       |          |          |
| 1996–97    | Dallas Stars      | NHL        | 81   | 17            | 36            | 53            | 128           | 7             | 1  | 3        | 4        | 16       |          |          |
| 1997–98    | Dallas Stars      | NHL        | 82   | 31            | 26            | 57            | 170           | 17            | 3  | 2        | 5        | 26       |          |          |
| 1998–99    | Dallas Stars      | NHL        | 78   | 17            | 17            | 34            | 133           | 18            | 3  | 4        | 7        | 14       |          |          |
| 1999–00    | Detroit Red Wings | NHL        | 68   | 22            | 26            | 48            | 95            | 9             | 1  | 1        | 2        | 2        |          |          |
| 2000–01    | Detroit Red Wings | NHL        | 67   | 15            | 15            | 30            | 73            | 5             | 2  | 0        | 2        | 6        |          |          |
| 2001–02    | Dallas Stars      | NHL        | 64   | 7             | 13            | 20            | 72            | —             | —  | —        | —        | —        |          |          |
| NHL celkem | NHL celkem        | NHL celkem | 1424 | 522           | 541           | 1063          | 2905          | 117           | 26 | 36       | 62       | 225      |          |          |

## Reprezentace
| Rok                    | Tým                    | Soutěž                 | Z  | G | A | B | TM |
| ---------------------- | ---------------------- | ---------------------- | -- | - | - | - | -- |
| 1983                   | Kanada 20              | MSJ                    | 7  | 2 | 2 | 4 | 6  |
| 1989                   | Kanada                 | MS                     | 4  | 0 | 2 | 2 | 2  |
| 1994                   | Kanada                 | MS                     | 8  | 1 | 1 | 2 | 4  |
| 1996                   | Kanada                 | SP                     | 1  | 0 | 0 | 0 | 0  |
| Juniorská reprezentace | Juniorská reprezentace | Juniorská reprezentace | 7  | 2 | 2 | 4 | 6  |
| Seniorská reprezentace | Seniorská reprezentace | Seniorská reprezentace | 13 | 1 | 3 | 4 | 6  |